# تله یون چهارقطبی

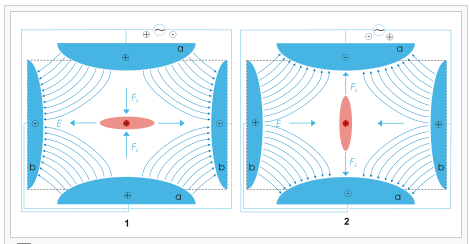
شماتیک یک تله یون چهارقطبی با چیدمان کلاسیک با ذره ای با بار مثبت (با قرمز تیره نشان داده شده) که توسط ابری از ذرات باردار مشابه (با قرمز روشن نشان داده شده) احاطه شده است. میدان الکتریکی E (آبی) توسط یک چهار قطبی از درپوش‌های انتهایی (a، مثبت) و یک الکترود حلقه (b) ایجاد می‌شود. تصویر ۱ و ۲ دو حالت را در طول یک چرخه AC نشان می‌دهد.

تله یون چهارقطبی یا پاول تله نوعی تله یونی است که با استفاده از میدان‌های الکتریکی پویا ذرات باردار را به دام می‌اندازد. به افتخار ولفگانگ پل (مخترع این دستگاه) که در سال ۱۹۸۹ جایزه نوبل فیزیک را دریافت کرد، آنها تله‌های فرکانس رادیویی (RF) یا تله‌های پل نیز نام گذاری می‌شوند. به عنوان بخشی از یک طیف‌سنج جرمی یا یک رایانه کوانتومی یونی به‌دام‌افتاده استفاده می‌کند.

## بررسی اجمالی
نیرویی به یک ذره باردار، مانند یک یون اتمی یا مولکولی، از جانب میدان الکتریکی وارد می‌شود. به دام انداختن یک ذرهٔ باردار از سه جهت ممکن نیست (این محدودیت به عنوان قضیه ارنشاو شناخته می‌شود). با این حال، می‌توان با استفاده از میدان‌های الکتریکی متغیر بر حسب زمان، یک نیروی محدود کننده متوسط در هر سه جهت ایجاد کرد. برای انجام این کار، ذره را قبل از آن‌که بتواند فرار کند محصور می‌کنند. تله‌ها را تله‌های فرکانس رادیویی نیز می‌نامند زیرا نرخ سوئیچینگ اغلب در فرکانس رادیویی است.
چهار قطبی ساده‌ترین هندسه میدان الکتریکی است که در چنین تله‌هایی استفاده می‌شود، اگرچه هندسه‌های پیچیده‌تری برای دستگاه‌های تخصصی تر وجود دارند. میدان‌های الکتریکی از پتانسیل‌های الکتریکی بالای الکترودهای فلزی تولید می‌شوند. یک چهارقطبی خالص از الکترودهایی به شکل هذلولی ایجاد می‌شود، اگرچه الکترودهای استوانه ای اغلب استفاده می‌شوند چون راحت ساخته می‌شوند. تله‌های یونی ریز ساخت در جایی وجود دارند که الکت

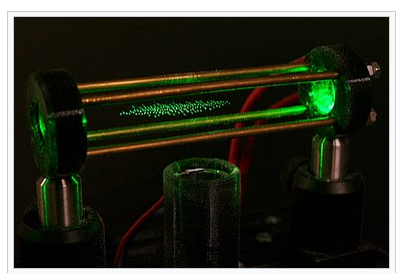
دانه‌های آرد شارژ شده در یک تله یونی چهارقطبی گرفتار شده‌اند

رودها در صفحه‌ای قرار دارند که ناحیهٔ دام انداختن بالای صفحه قرار دارد. تله‌ها به دو گروه تقسیم می‌شوند، و تفاوت آنها در ایجاد محدودیت دو بعدی یا سه بعدی است. در حالت محدودیت دو بعدی (به اصطلاح «تله RF خطی»)، محصور شدن در جهت سوم توسط میدان‌های الکتریکی ساکن فراهم می‌شود.
خود تله سه بعدی عموماً از دو الکترود فلزی که شکل هذلولی دارند تشکیل شده است که تمرکز آنها رو به روی هم قرار دارد و یک الکترود حلقه به شکل هذلولی در نیمه راه بین دو الکترود دیگر قرار دارد. یون‌ها در فضای بین این سه الکترود توسط میدان‌های الکتریکی AC (نوسانی) و DC (استاتیک) در تله می‌افتند. اگر تحریک یونی مورد نظر باشد، ولتاژ فرکانس رادیویی AC بین دو الکترود کلاهک انتهایی فلزی هیپربولیک در نوسان است. ولتاژ AC محرک به الکترود حلقه اعمال می‌شود. یون‌ها ابتدا به صورت محوری به سمت بالا و پایین کشیده می‌شوند در حالی که به صورت شعاعی نیرویی به سمت داخل به آنها وارد می‌شوند. سپس یون‌ها به صورت شعاعی بیرون کشیده شده و به صورت محوری (از بالا و پایین) به داخل هل داده می‌شوند. به این ترتیب یون‌ها در یک حرکت پیچیده حرکت می‌کنند که عموماً شامل ابر یون‌ها طولانی و باریک و سپس کوتاه و عریض، عقب و جلو، در نوسان بین دو حالت است. از اواسط دهه ۱۹۸۰، بیشتر تله‌های سه بعدی (تله‌های پل) از ۱ میلی‌تور هلیوم استفاده کرده‌اند. استفاده از گاز میرایی و حالت ناپایداری انتخابی جرم که توس

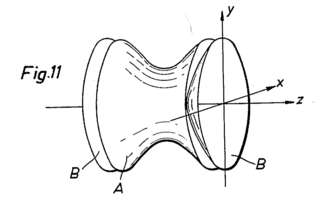

ط استافورد و همکاران توسعه داده شده است. منجر به اولین تله یون سه بعدی تجاری شد.

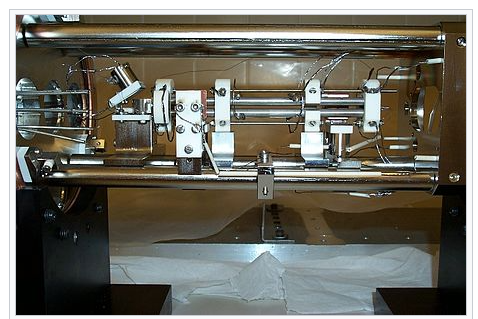
تله یون خطی در دانشگاه کلگری
تله یون چهارقطبی دارای دو پیکربندی اصلی است: شکل سه بعدی که در بالا توضیح داده شد و شکل خطی ساخته شده از ۴ الکترود موازی. یک پیکربندی مستطیلی ساده شده نیز استفاده می‌شود. مزیت طراحی خطی ظرفیت ذخیره‌سازی بیشتر آن (به ویژه یون‌های خنک شده با داپلر) و سادگی آن است، اما این محدودیت خاصی را در مدل‌سازی آن ایجاد می‌کند. تله پل برای ایجاد میدان زینی شکل برای به دام انداختن یون باردار طراحی شده است، اما با یک چهارقطبی، این میدان الکتریکی زین شکل را نمی‌توان حول یک یون در مرکز چرخاند. فقط می‌تواند زمین را بالا و پایین کند. به همین دلیل، حرکات یک یون منفرد در تله با معادلات ماتیو توصیف می‌شوند که تنها با روش‌های عددی و با استفاده از از شبیه‌سازی‌های کامپیوتری می‌توان آنها را حل کرد و به جواب رسید.
به عنوان توضیح شهودی و نزدیک‌ترین تقریب می‌توان تمرکز قوی در فیزیک شتاب‌دهنده را مثال زد. از آنجایی که میدان نیرو وارد می‌کند و
نیرو بر شتاب تأثیر می‌گذارد، موقعیت عقب می‌ماند (به کمترین مرتبه از نیم دوره تناوب). بنابراین زمانی که میدان در حال تمرکز است، ذرات در موقعیت‌های غیر متمرکز هستند و بالعکس. از آنجایی که از مرکز دورتر هستند، زمانی که میدان در حال تمرکز است، میدان قوی تری را نسبت به زمانی که متمرکز نیست، تجربه می‌کنند.

## معادلات حرکت
یون‌ها در میدان چهارقطبی نیروهایی را بازیابی می‌کنند که آنها را به سمت مرکز تله هدایت می‌کند. حرکت یون‌ها در میدان با حل معادله ماتیو توصیف می‌شود. هنگامی که این معادله برای حرکت یون در یک تله نوشته می‌شود، معادله به صورت نشان داده می‌شود:

| {\displaystyle {\frac {d^{2}u}{d\xi ^{2}}}+[a_{u}-2q_{u}\cos(2\xi )]u=0} | \| \| \| \| \| \| \| \| | (1) |
|                                                                          |                         |     |
|                                                                          |                         |     |
جایی که مختصات x, y و z را نشان می‌دهد، یک متغیر بدون بعد است که از رابطه به‌دست می‌آید، و و پارامترهای تله هستند که بعد (واحد) ندارند. پارامتر فرکانس شعاعی پتانسیل اعمال شده به الکترود حلقه است. با استفاده از قاعده مشتق زنجیری می‌توان نشان داد که رابطهٔ زیر برقرار است

| {\displaystyle {\frac {d^{2}u}{dt^{2}}}={\frac {\Omega ^{2}}{4}}{\frac {d^{2}u}{d\xi ^{2}}}} | \| \| \| \| \| \| \| \| | (2) |
|                                                                                              |                         |     |
|                                                                                              |                         |     |
با جایگزینی معادله شماره ۲ به جای معادله شماره۱ به دست می‌آید
| {\displaystyle {\frac {4}{\Omega ^{2}}}{\frac {d^{2}u}{dt^{2}}}+\left[a_{u}-2q_{u}\cos(\Omega t)\right]u=0.} | \| \| \| \| \| \| \| \| | (3) |
| |                         |     |
| |                         |     |
با ضرب کردن در m و مرتب کردن مجدد عبارت‌ها این به‌دست می‌آید:

| {\displaystyle m{\frac {d^{2}u}{dt^{2}}}+m{\frac {\Omega ^{2}}{4}}\left[a_{u}-2q_{u}\cos(\Omega t)\right]u=0.} | \| \| \| \| \| \| \| \| | (4) |
| |                         |     |
| |                         |     |
بااستفاده از قوانین حرکت نیوتن، معادله فوق به‌دست می‌آید که می‌توان از آن برای محاسبهٔ نیروی وارد یون استفاده کرد. این معادله را می‌توان دقیقاً با استفاده از قضیه Floquet یا تکنیک‌های استاندارد تحلیل مقیاس چندگانه حل کرد. دینامیک مربوط ذرات و چگالی میانگین ذرات باردار بر حسب زمان در تله پل را نیز می‌توان با مفهوم نیروی محرکه تأمل‌برانگیز به دست آورد. نیروها در هر بعد جفت نیستند، بنابراین نیروی وارد بر یک یون، به عنوان مثال، برای بعد x داریم:

| {\displaystyle F_{x}=ma=m{\frac {d^{2}x}{dt^{2}}}=-e{\frac {\partial \phi }{\partial x}}} | \| \| \| \| \| \| \| \| | (5) |
|                                                                                           |                         |     |
|                                                                                           |                         |     |
پتانسیل چهار قطبی است که توسط

| {\displaystyle \phi ={\frac {\phi _{0}}{r_{0}^{2}}}{\bigl (}\lambda x^{2}+\sigma y^{2}+\gamma z^{2}{\bigr )}} | \| \| \| \| \| \| \| \| | (6) |
| |                         |     |
| |                         |     |
که نشان دهندهٔ پتانسیل الکتریکی اعمال شده است و، و نشان دهندهٔ عوامل وزنی هستند و یک پارامتر با اندازه ثابت است. برای حل کردن معادله لاپلاس، می‌توان نشان داد که: {\displaystyle \lambda +\sigma +\gamma =0\,.}
برای پارامترهای تله یونی {\displaystyle \lambda =\sigma =1} و {\displaystyle \gamma =-2}  داریم و و برای فیلتر جرمی چهارقطبی مقادیر  {\displaystyle \lambda =-\sigma =1}و  {\displaystyle \gamma =0} را در نظر می‌گیریم.
با تبدیل پارامترهای معادله شماره ۶ که بر حسب دستگاه کارتزین {\displaystyle \sin ^{2}\theta +\cos ^{2}\theta =1} هستند به پارامترهای دستگاه مختصات استوانه ای با، {\displaystyle x=r\cos \theta }, {\displaystyle y=r\sin \theta }, و {\displaystyle z=z}
استفاده از هویت مثلثاتی فیثاغورثی داریم:

| {\displaystyle \phi _{r,z}={\frac {\phi _{0}}{r_{0}^{2}}}{\big (}r^{2}-2z^{2}{\big )}.} | \| \| \| \| \| \| \| \| | (7) |
|                                                                                         |                         |     |
|                                                                                         |                         |     |
پتانسیل الکتریکی اعمال شده ترکیبی از RF و DC است که توسط رابطه زیر به‌دست می‌آید

| {\displaystyle \phi _{0}=U+V\cos \Omega t.} | \| \| \| \| \| \| \| \| | (8) |
|                                             |                         |     |
|                                             |                         |     |
جای‌گذاری معادله ۸ در معادله ۶ با {\displaystyle \lambda =1}

| {\displaystyle {\frac {\partial \phi }{\partial x}}={\frac {2x}{r_{0}^{2}}}{\big (}U+V\cos \Omega t{\big )}.} | \| \| \| \| \| \| \| \| | (9) |
| |                         |     |
| |                         |     |
جایگذاری معادله ۹ به معادله ۵ منجر به

| {\displaystyle m{\frac {d^{2}x}{dt^{2}}}=-{\frac {2e}{r_{0}^{2}}}{\big (}U+V\cos \Omega t{\big )}x.} | \| \| \| \| \| \| \| \| | (10) |
| |                         |      |
| |                         |      |

 مقایسه عبارات سمت راست معادله ۱ و معادله ۱۰ رابطه زیر را به ما می‌دهد:
| {\displaystyle a_{x}={\frac {8eU}{mr_{0}^{2}\Omega ^{2}}}} | \| \| \| \| \| \| \| \| | (11) |
|                                                            |                         |      |
|                                                            |                         |      |
 و

| {\displaystyle q_{x}=-{\frac {4eV}{mr_{0}^{2}\Omega ^{2}}}.} | \| \| \| \| \| \| \| \| | (12) |
|                                                              |                         |      |
|                                                              |                         |      |
 به علاوه {\displaystyle q_{x}=q_{y}\,}

| {\displaystyle a_{z}=-{\frac {16eU}{mr_{0}^{2}\Omega ^{2}}}} | \| \| \| \| \| \| \| \| | (13) |
|                                                              |                         |      |
|                                                              |                         |      |
 و

| {\displaystyle q_{z}={\frac {8eV}{mr_{0}^{2}\Omega ^{2}}}.} | \| \| \| \| \| \| \| \| | (14) |
|                                                             |                         |      |
|                                                             |                         |      |
به دام انداختن یون‌ها را می‌توان بر حسب مناطق پایدار در در فضای qu و au درک کرد. مرزهای مناطق سایه دار در شکل، مرزهای پایدار در دو جهت است (که به عنوان مرز باندها نیز شناخته می‌شود). اشتراک دو ناحیه، دامنه تله گذاری است. برای محاسبه این مرزها و نمودارهای مشابه به مولر-کرستن مراجعه کنید.

تله یون خطی از مجموعه ای از میله‌های چهار قطبی برای محدود کردن یون‌ها به صورت شعاعی و یک پتانسیل الکتریکی ساکن الکترودهای انتهایی برای محدود کردن یون‌ها به صورت محوری استفاده می‌کند. شکل خطی تله را می‌توان به عنوان یک فیلتر جرمی انتخابی یا به عنوان یک تله واقعی با ایجاد یک چاه پتانسیل برای یون‌ها در امتداد محور الکترودها استفاده کرد. مزایای طراحی تله خطی افزایش ظرفیت ذخیره‌سازی یون، زمان اسکن سریع‌تر و سادگی ساخت است (اگرچه هم‌ترازی میله‌های چهارقطبی حیاتی است و محدودیت کنترل کیفیت را به تولید آنها اضافه می‌کند. این محدودیت علاوه بر این در الزامات ماشین‌کاری تله سه بعدی وجود دارد.

## تله یون استوانه ای

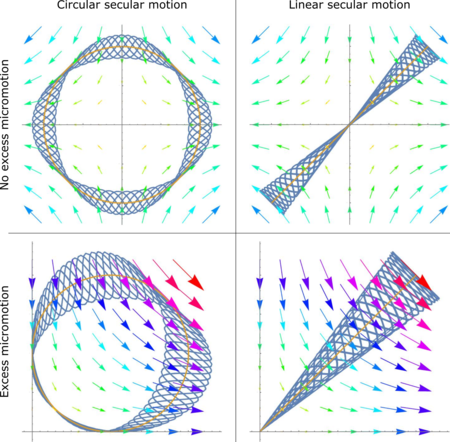
حرکت کلاسیک یک یون به دام افتاده در یک تله چهار قطبی فرکانس رادیویی (rf) (پل). یک میدان الکتریکی چهار قطبی برای مرجع نمایش داده می‌شود. خط آبی نشان دهنده مسیر یونی در جهت عرضی (یا شعاعی) یک تله خطی است. خط نارنجی حرکت سکولار است. بسته به شرایط اولیه می‌توان یک حرکت سکولار خطی یا دایره ای ایجاد کرد. Micromotion نوسان سریع حول حرکت سکولار است که وقتی میدان الکتریکی dc سرگردان یون را از مرکز تله که در تقاطع محورها قرار دارد رانده می‌شود، افزایش می‌یابد. توجه داشته باشید که چگونه ریزحرکت همیشه در راستای میدان rf محلی است

تله‌های یونی با یک الکترود حلقه‌ای استوانه‌ای به جای هذلولی و در آرایه‌هایی ریز ساخته شده‌اند تا طیف‌سنج‌های جرمی مینیاتوری برای تشخیص شیمیایی برای علائم پزشکی از آن استفاده کند.

## تله یونی مسطح
تله‌های چهارقطبی همچنین می‌توانند برای ایجاد همان اثر با استفاده از مجموعه ای از الکترودهای مسطح «باز شوند». این هندسه تله را می‌توان با استفاده از تکنیک‌های استاندارد میکروساخت، از جمله لایه فلزی بالایی در فرایند میکروالکترونیک استاندارد CMOS، ساخت و یک فناوری کلیدی برای مقیاس بندی کامپیوترهای کوانتومی یونی به دام افتاده به تعداد مفید کیوبیت می‌باشد.

## تله فرکانس رادیویی ترکیبی
تله فرکانس رادیویی ترکیبی ترکیبی از تله یون پل و تله پنینگ است. یکی از گلوگاه‌های اصلی تله یونی چهارقطبی این است که می‌تواند تنها گونه‌های تک باردار یا گونه‌های متعدد با جرم‌های مشابه را محدود کند. اما در کاربردهای خاصی مانند تولید آنتی هیدروژن، محدود کردن دو گونه از ذرات باردار با جرم‌های بسیار متفاوت مهم است. برای دستیابی به این هدف، یک میدان مغناطیسی یکنواخت در جهت محوری تله یون چهارقطبی افزوده می‌شود.

## تله دیجیتال یون

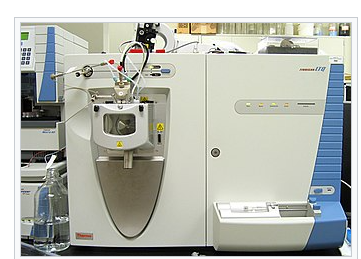
LTQ (چهار قطبی تله خطی)

تله یون دیجیتال (DIT) یک تله یون چهارقطبی (خطی یا سه بعدی) است که از نظر شکل موج محرک با تله‌های معمولی متفاوت است. یک DIT توسط سیگنال‌های دیجیتال هدایت می‌شود، معمولاً به شکل موج‌های مستطیلی که با سوئیچینگ سریع بین سطوح ولتاژ گسسته تولید می‌شوند هستند. مزایای عمده DIT تطبیق پذیری و دامنه جرمی نامحدود آن است. تله یون دیجیتال عمدتاً به عنوان یک تحلیلگر جرمی توسعه یافته است.